# Homosexualitet i Berlin
Berlin har en lång HBTQ-historia och det var här den första homosexuella rörelsen började. 1896 startade världens första gaytidning Der Eigene av Adolf Brand i Berlin. Den homosexuella läkaren Magnus Hirschfeld gjorde mycket för de homosexuella från slutet av 1800-talet och framåt. Han grundade den första Gayorganisationen Wissenschaftlich-humanitäre Komitee år 1897. 1914 kom Hirschfelds bok "Die Homosexualität des Mannes und des Weibes" (Mäns och kvinnors homosexualitet) och år 1919 öppnade han Institut für Sexualwissenschaft. På 1920-talet började en HBTQ-rörelse ta sin form i Berlin, främst i området Nollendorfplatz. Området blev känt som världens första gaydistrikt. Den första demonstrationen som anordnades av homosexuella ägde rum i Berlin 1922 och samlade 400 deltagare. I Berlin fanns det 1932 cirka 300 klubbar och barer som framförallt besöktes av homosexuella. Flera kända bi- samt homosexuella besökte eller uppträdde på klubbarna såsom Christopher Isherwood, Marlene Dietrich, Claire Waldoff, Anita Berber och Sebastian Droste. Den homosexuella rörelsen i Tyskland var under denna tid den mest aktiva i världen. Det trycktes olika tidningar för homosexuella, bland annat den lesbiska tidningen "Die Freundin" av Friedrich Radszuweit. Under nazisternas styre försämrades villkoren drastiskt för homosexuella och det blev ett stort bakslag för den liberala kulturen i Berlin under ett antal år. 

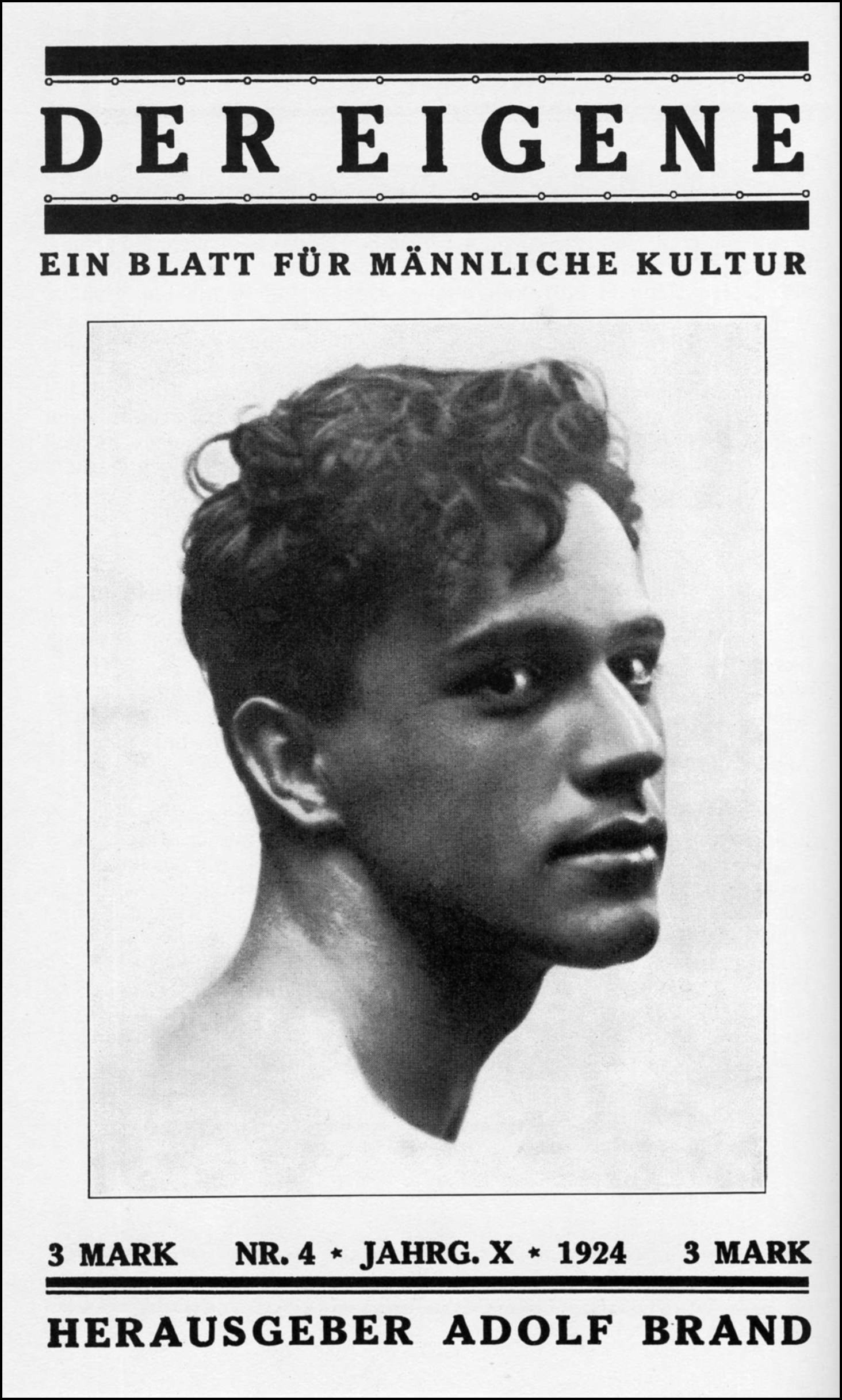
Der Eigene, världens första gaytidning
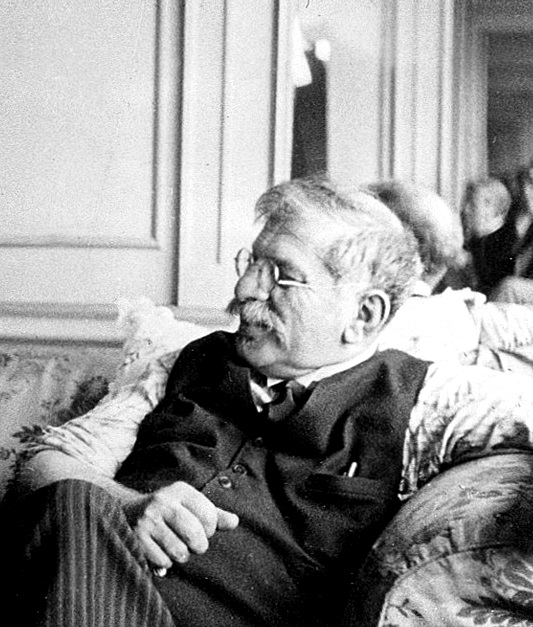
Magnus Hirschfeld, en förgrundsgestalt för hbtq-rättigheter
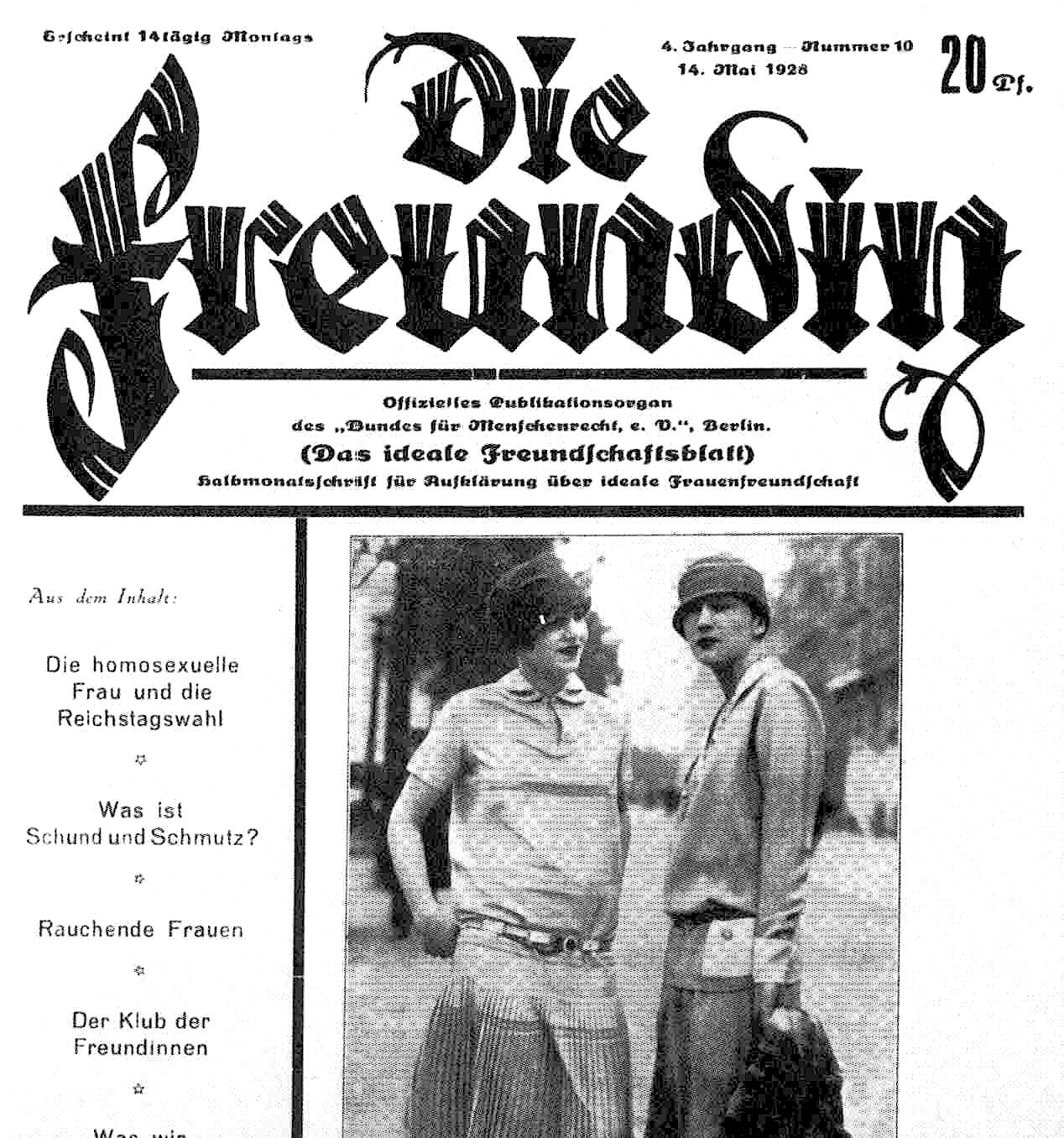
Die Freundin, lesbisk tidning i Berlin
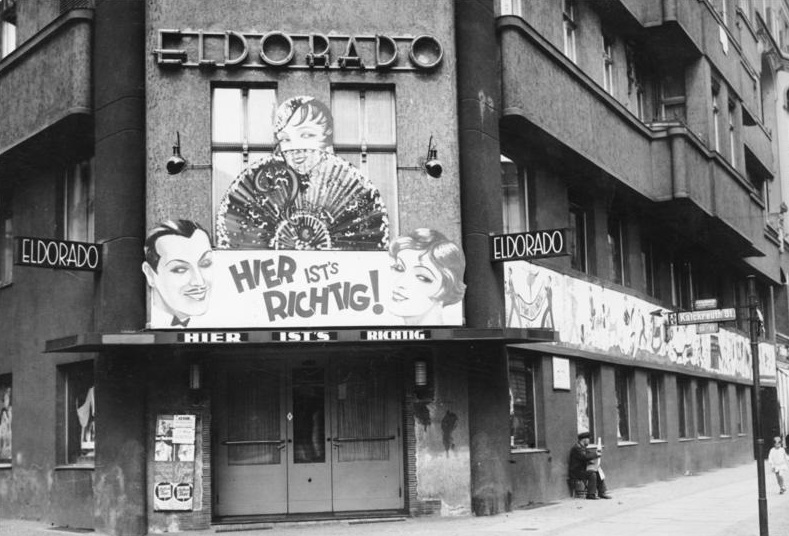
Klubben Eldorado, en av träffpunkterna för homosexuella i Berlin under 1920 och 1930-talet.

Sakta men säkert återhämtade sig staden och snart var återigen Berlin den liberala staden men nu med fokuset i Västberlin. Efter andra världskriget saknade Västberlin restriktioner för barer och nöjesinrättningars öppettider vilket gjorde staden unik med dygnetrunt öppna barer och klubbar. Detta gjorde att staden fick rykte om sig att vara en dekadent nöjesmetropol. I kombination med liberala regler och fri värnplikt lockades unga och homosexuella till Västberlin. Legendariska gayklubben Kleist-Kasino som fanns åren 1921–1933, öppnade igen 1950 i Västberlin och där uppträdde bland andra Klaus Nomi under 1960-talet. I Östberlin fanns en del gayställen och staden ansågs vara den mest liberala inom Östblocket. Välkända gaybaren Schoppenstube öppnade redan 1963 i Östberlin. Club David öppnade 1968 i Västberlin.
Under 1970-talet fick den homosexuella kulturen ytterligare kraftigt genomslag i Västberlin då frigörelsen spreds bland homosexuella i Västvärlden och den första Prideparaden (CSD eller Berlin Pride) startade. Homosexuelle Aktion Westberlin startade redan 1971 med bland annat demonstrationer. Samma år gjordes filmen It Is Not the Homosexual Who Is Perverse, But the Society in Which He Lives av Rosa von Praunheim. Ursprunget till läderföreningen BLF:s Easter Fetish Week, startade 1973 under namnet Ostertreffen. David Bowie besökte ofta gaybaren Anderes Ufer då han bodde i Västberlin under 1970-talet. I Östberlin träffades homosexuella bland annat i Gründerzeitmuseet som drevs av transpersonen Charlotte von Mahlsdorf.
I Västberlin öppnade världens första gaymuseum, Schwules Museum, år 1985. 1987 tillkom filmpriset Teddy Award för homosexuella. 1989 kom den östtyska hbtq-filmen Coming Out, om homosexualitet i Östberlin.

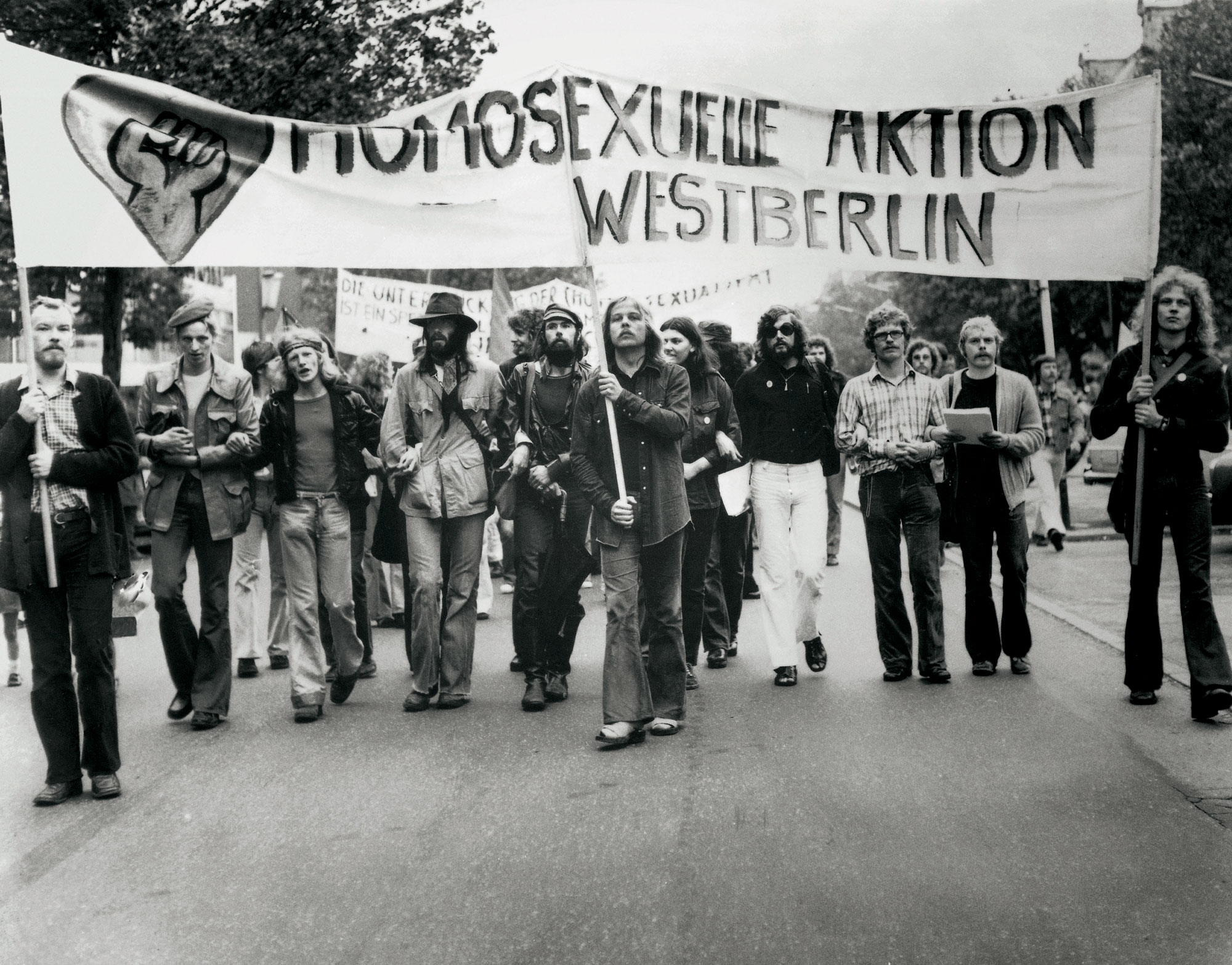
Homosexuelle Aktion Westberlin startade 1971, föregångaren till Berlin Pride
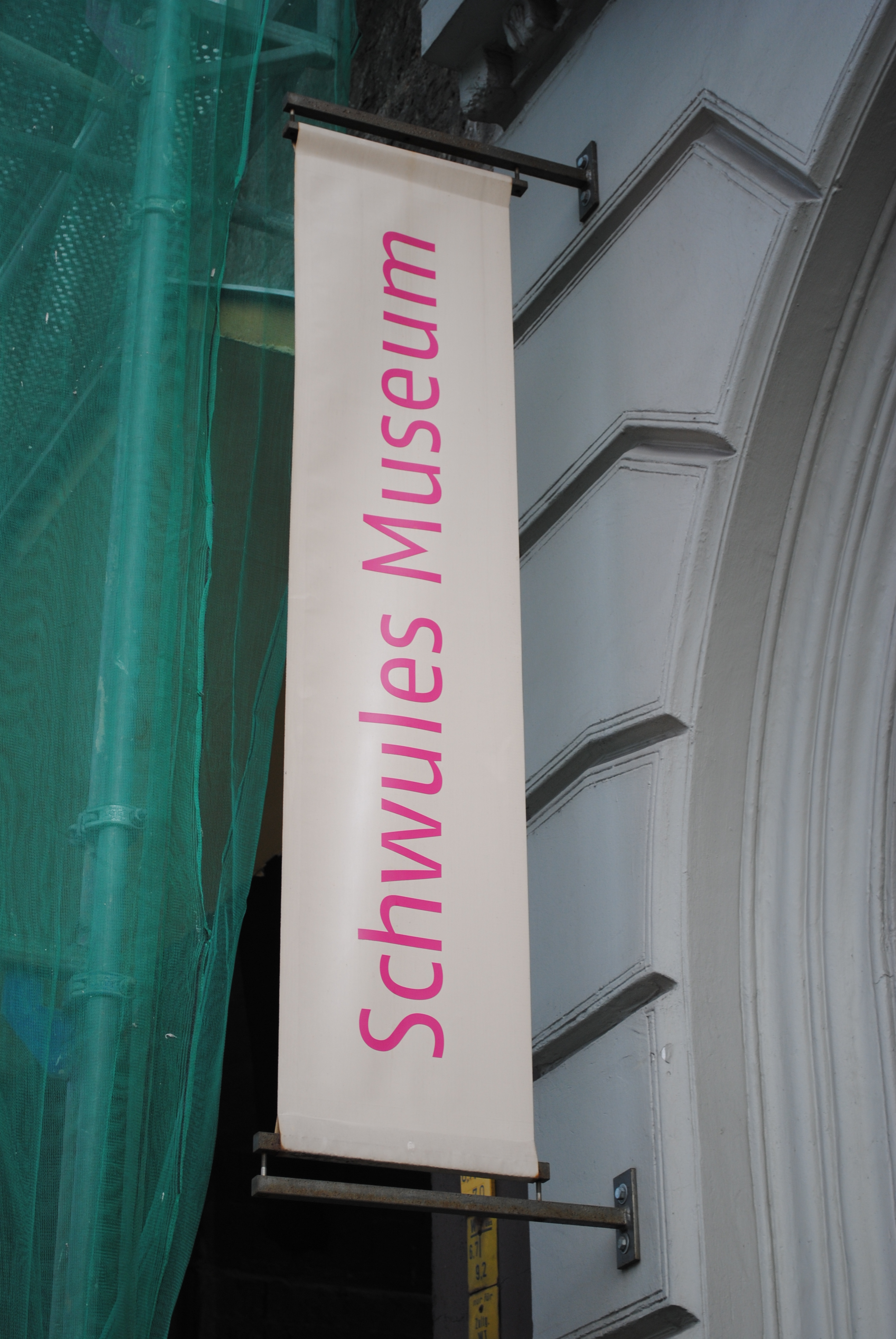
Världens första gaymuseum öppnade 1985
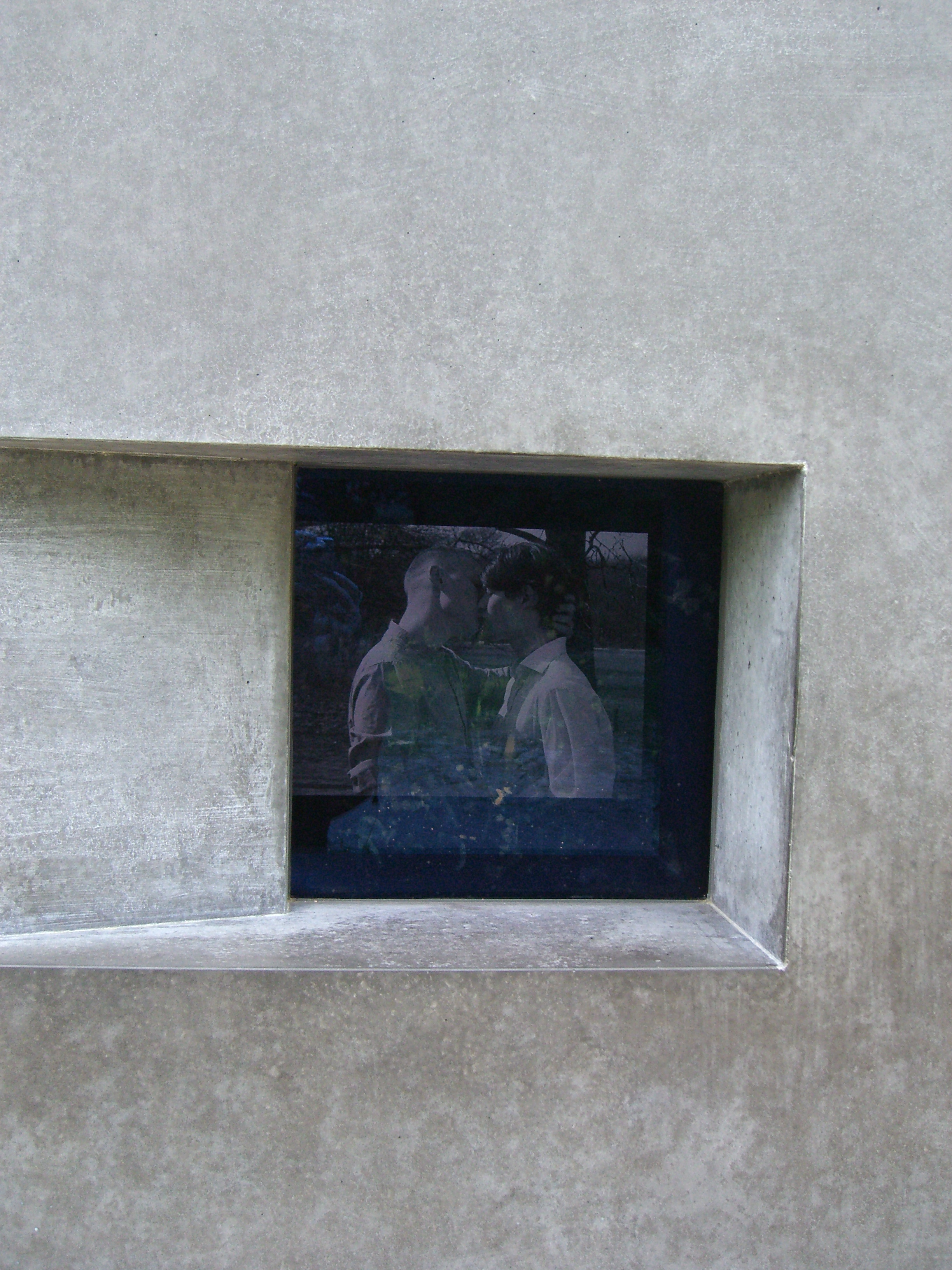
Homomonumentet i Tiergarten
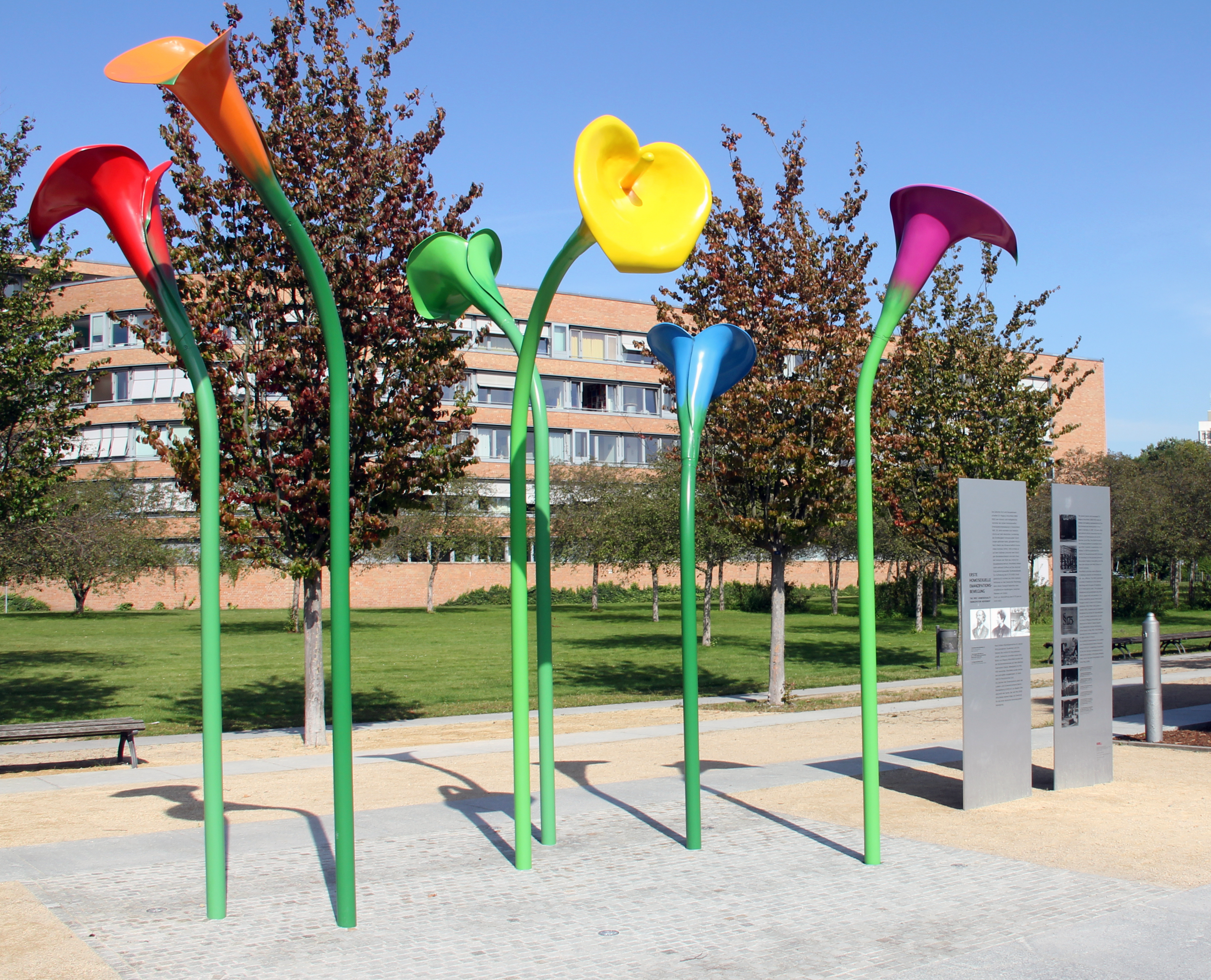
Monumentet för den första homosexuella rörelsen

Efter Tysklands återförening från 1990-talet och framåt har antalet evenemang för homosexuella ökat dramatiskt. 1993 hade Berlin Europride och samma år slog den idag välkända Lesbisch-schwules Stadtfest igenom och är idag Europas största gatufest för homosexuella. 1998 tillkom fler festivaler för homosexuella såsom Kreuzberg Pride, Lesbischwules Parkfest Friedrichshain och Berlin Lesbian Non-binary Filmfest.
Från 2000-talet och framåt växte Berlins gayfestivaler ytterligare i antal med fetischfestivalen Folsom Europe, Hustlaball samt Dyke March. Idag är Berlin en huvudstad för  homosexuella enligt Spartacusguiden. Berlin har flera av Europas största evenemang för homosexuella såsom Berlin Pride, Lesbisch-schwules Stadtfest och Folsom Europe. Det finns flera minnesmärken samt monument om homosexualitet i Berlin såsom Homomonumentet i Tiergarten, minnesmärket Rosa triangeln och Regnbågskolonnen samt Monumentet för den första homosexuella rörelsen. I Berlin utkommer bland andra gaytidningarna Siegessäule, blu samt lesbiska L-Mag. Berlins kända och stora gaydistrikt ligger vid Nollendorfplatz med gatorna Motzstrasse och Fuggerstrasse. I detta område finns även de flesta klubbar och barer inom läderscenen, flera gayhotell samt Schwules Museum. 

## Källhänvisningar
1. ↑  ”Homosexuals in Nazi Germany”. Arkiverad från originalet den 21 september 2013. https://web.archive.org/web/20130921054553/http://motlc.wiesenthal.com/site/pp.asp?c=gvKVLcMVIuG&b=395203. Läst 9 september 2010.
2. ↑  https://berlin.gaycities.com/bars/2447-blue-boy-bar
3. ↑  ”Gay Leather History=”. http://www.cuirmale.nl/history/leatherbars.htm. Läst 12 juni 2012.
4. ↑  https://berlin.gaycities.com/bars/1456-neues-ufer
5. ↑  ”Arkiverade kopian”. Arkiverad från originalet den 2 juni 2019. https://web.archive.org/web/20190602095937/http://www.blnfilmfest.org/. Läst 17 juni 2019.
6. ↑  ”Spartacus Guiden”. Arkiverad från originalet den 29 september 2007. https://web.archive.org/web/20070929000956/http://www.spartacus.de/. Läst 25 juli 2008.
7. ↑  ”About.com”. Arkiverad från originalet den 7 juni 2009. https://web.archive.org/web/20090607115623/http://gaytravel.about.com/od/previewsofpridefestivals/qt/Berlin_Gay_Pride.htm. Läst 25 juli 2008.
8. ↑  ”Passport Magazine=”. Arkiverad från originalet den 7 oktober 2011. https://web.archive.org/web/20111007155406/http://www.passportmagazine.com/destinations/Berlin769.php. Läst 25 september 2010.
9. ↑  ”Dyke March Berlin=”. http://www.visitberlin.de/en/event/06-21-2013/dyke-march-berlin. Läst 21 september 2013.
10. ↑  ”patroc.com Berlin=”. http://www.patroc.com/berlin/.

- Källa: Engelska Wikipedias artiklar "Der Eigene", "Friedrich Radszuweit" och "LGBT history"